# Seznam českých spisovatelů science fiction
Zahraniční spisovatele science-fiction najdete v Seznamu spisovatelů science fiction a všechny české spisovatele v Seznamu českých spisovatelů.

## A
- Jakub Arbes
- Ivan Adamovič

## B
- Vladimír Babula
- Milan Bauman
- František Běhounek
- Carola Biedermannová
- Karel Blažek
- Jaroslav Boček
- Zdena Bratršovská

## C
- Josef Čapek
- Karel Čapek
- Svatopluk Čech
- Jiří Čihař

## D
- Otomar Dvořák (pseudonym Paul. O. Courtier)
- Edita Dufková

## F
- Robert Fabian
- Rudolf Faukner
- Eduard Fiker
- Dominik Filip
- Ivan Foustka
- Gustav Franc
- Karolina Francová
- Ludmila Freiová
- Ladislav Fuks

## G
- Achille Gregor
- Valtr Gunsberg

## H
- Zuzana Hajžmanová
- Miroslav Hanus
- Eva Hauserová
- Milan Hejduk
- Vladimír Henzl
- Hynek Hlaváček
- Jan Hlavička
- Ota Hofman
- Miroslav Holub
- Karel Honzík

## Ch
- Otakar Chaloupka

## J
- Milan Jelínek
- Jaroslav Jiran
- Jiří Jobánek
- Alois Joneš

## K
- Vilma Kadlečková
- Václav Kajdoš
- Petr Kettner
- Václav Klička
- Ivan Kmínek
- Josef Koenigsmark
- Jan Ámos Komenský
- Pavel Kosatík
- Alexandr Kramer
- Jiří Kulhánek
- Rudolf Kylián
- Leoš Kyša alias František Kotleta

## L
- Lukáš Luhan
- Tomáš Lipner

## M
- Petr Macek
- Lubomír Macháček
- Jiří Marek
- Eduard Martin, pseudonym Martina Petišky
- Vladimír Medek
- Jana Moravcová
- Jaroslav Mostecký
- Josef Müldner

## N
- Ondřej Neff
- Tomáš Němec
- Josef Nesvadba
- František Novotný

## P
- Dušan Papoušek
- Vladimír Páral
- Josef Pecinovský
- Jaroslav Petr
- Alexej Pludek
- Jan Poláček
- Jaroslav A. Polák
- Jiří Walker Procházka

## R
- Jana Rečková
- Vlado Ríša
- Zdeněk Rosenbaum
- Teodor Rotrekl

## S
- Tomáš Sekerka
- Václav Semerád
- Milan Sobotík
- Ludvík Souček
- Pavel Sýkora
- Ladislav Szalai
- Jaromír Šavrda
- Vladimír Šlechta
- Ludvík Štěpán
- Otakar Štěrba
- Jiří Švejda

## T
- Vladimír Toman
- Pavel Toufar
- Jan Matzal Troska

## V
- Dalibor Vácha
- Emil Vachek
- Jaroslav Veis
- Čestmír Vejdělek
- Jaroslav Velinský, alias Kapitán Kid
- Sláva Volný
- Zdeněk Volný
- Martin Vopěnka
- Františka Vrbenská
- Lenka Vyoralová

## W
- Jan Weiss

## Z
- Julius Zeyer
- Jaroslav Zýka [1]
- Miroslav Žamboch
- Ivo Železný